# فرانسيس تشارلز فيليبس
فرانسيس تشارلز فيليبس (بالإنجليزية: Francis Charles Philips)‏ (من 3 فبراير 1849 إلى 21 أبريل 1921) كان ضابطًا بالجيش البريطاني وممثلًا ومديرًا مسرحيًا ومحاميًا وصحفيًا وكاتبًا وقصة قصيرة وروائيًا. كتب أكثر من أربعين رواية وأكثر من عشرة مسرحيات.

## السيرة الذاتية

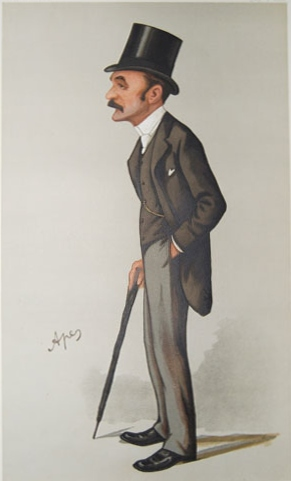

بعد التعليم في ساندهارست، أصبح فيليبس ضابطًا بالجيش البريطاني، نُشر في الجريدة الرسمية للملكة الثانية قبل وقت قصير من عيد ميلاده التاسع عشر. خدم لمدة ثلاث سنوات، خاصة في أيرلندا وفي ألدرشوت. بعد استقالته من لجنته العسكرية، أصبح ممثلاً، أولاً في ليفربول ثم في لندن. في عام 1880 بدأ دراسة القانون واستدعي إلى نقابة المحامين في عام 1884 في المعبد الأوسط. في عام 1886 عن ورقة بعنوان الحياة كتب فيليبس مسلسلًا أسبوعيًا بعنوان صحيفة موندين. بعد الانتهاء من المسلسل، سعى لنشره في شكل كتاب. رُفض من قبل خمس شركات نشر، بناءً على نصيحة صديقه ادوارد مورتن قدم فيليبس العمل إلى وارد وداوني. ثم نُشرت الرواية في مجلدين تحت عنوان «كما في النظرة الزجاجية». بيعت الطباعة الأولية في الأسابيع الثلاثة الأولى. ثم طبعت الرواية في مجلد واحد بسعر ستة شلن، بيعت ما يقارب من 40,000 نسخة. نُشرت بعد ذلك في طبعات مختلفة وبيعت في كل بلد تقريبًا في أوروبا. واصل فيليبس كتابة الروايات الشعبية؛ رواياته الثلاث الأكثر نجاحًا هي جاك وثلاث جيلز، مغامرات لوسي سميث الغريبة، والسيدة بوفيري.
في أبريل 1889، كانت سارة بيرنهاردت ناجحة في دور «لينا ديسبارد»، الشخصية الرئيسية في المسرح الفرنسي من رواية «كما في الزجاج». كتب فيليبس العديد من المسرحيات. شارك في تأليف مسرحية العفو المجاني مع ليناردو ميرك. تعاون مع سيمور هيكس في مسرحية زوجة بابا.
بسبب صداقته مع أوديميليج مياتوفيتش، أصبح فيليبس قائدًا لفرسان القديس سافا. ترمل فيلبس مرتين. من قبل زوجته الأولى لديه ابن. ومن جانب زوجته الثانية ابنًا وابنتين.